# Medalla al Mérito Militar (Imperio austrohúngaro)
La Medalla al Mérito Militar (en alemán: Militär-Verdienstmedaille, en húngaro: Katonai Érdemérem, en croata: Vojna medalja za zasluge) fue una condecoración militar del Imperio austrohúngaro. Fue creada por el emperador Francisco José I de Austria el 12 de marzo de 1890. La Medalla al Mérito Militar se refiere a menudo como el "Signum Laudis" (en latín, "signo de alabanza") después de la inscripción en el reverso de la medalla.

## Historia y descripción
La Medalla al Mérito Militar se concede únicamente a los oficiales y funcionarios de rango similar. En el orden austro-húngaro de precedencia, la Medalla al Mérito Militar se sitúa por debajo de órdenes, como la Orden de la Corona de Hierro, y la Cruz al Mérito Militar. La Medalla de Plata al Mérito Militar (establecido en 1911) superó la Medalla de Bronce al Mérito Militar. La única excepción al orden de precedencia fue la medalla de Gran Mérito Militar (Große Militär-Verdienstmedaille), una medalla de oro da como un signo de reconocimiento especial por el Emperador y por lo general otorga a los oficiales superiores. Se superó los grados inferiores de la Cruz del Mérito Militar y algunas órdenes.
La Medalla al Mérito Militar fue galardonada en tiempo de paz para el servicio meritorio y en tiempo de guerra por actos sobresalientes (incluyendo valor o mérito militar). La cinta estatutaria para tiempos de paz era una cinta roja, mientras que durante la guerra estaban en la cinta de la Medalla al Valor, un patrón "escalonado" de rayas rojas con los bordes blancos y de color blanco entre los "peldaños". Esta última se refiere como "en la Cinta de Guerra" ("am Kriegsband") o "sobre la cinta de la Medalla al Valor" ("am Bande der Tapferkeitsmedaille"). En ocasiones, fue utilizada la frase "en la cinta de la Cruz al Mérito Militar" ("am Bande des Militär-Verdienstkreuzes"), ya que la Cruz del Mérito Militar también se usa la cinta de la Medalla al Valor.
Las condecoraciones de la Cinta de Guerra tenía prioridad sobre las condecoraciones de la misma clase en la cinta tiempos de paz.
La Medalla al Mérito Militar originalmente era una clase, versión en bronce dorado. Originalmente, repetir los premios no eran autorizados (salvo que uno podría recibir tanto la versión en tiempo de paz y la versión de la Cinta de Guerra). El 26 de marzo de 1911, la Medalla de Plata al Mérito Militar fue establecida. Fue pensada para premiar a los que habrían obtenido un segundo premio de la Medalla al Mérito Militar. Esto también podría adjudicarse a cualquiera de las dos cintas. En un principio, estaba previsto que la Medalla de Plata al Mérito Militar reemplazaría la Medalla de Bronce al Mérito Militar, pero el 7 de abril de 1914, se permitió el uso de ambas al mismo tiempo.
El 13 de diciembre de 1916, se autorizó el uso de un par de espadas doradas cruzadas en la cinta para reconocer un mayor grado de mérito en tiempos de guerra. Además, lo que refleja el creciente número de recomendaciones para la repetición de la condecoración en la Primera Guerra Mundial avanzaba, el 1 de abril de 1916, el emperador autorizó uno o dos broches de plata de 8 mm de ancho en la cinta. Dos broches de estos indicaría una tercera condecoración de la Medalla de Plata al Mérito Militar. Si las espadas se obtuvieron también, éstas se montaban sobre los broches.
También se creó el 1 de abril de 1916 la Gran Medalla al Mérito Militar (Große Militär-Verdienstmedaille), también llamada la Gran Signum Laudis (Große Signum Laudis). Esta fue pensada para el "máximo reconocimiento loable sobre todo" y fue entregada sólo 30 veces (con 4 de repetición). 28 de sus destinatarios eran oficiales con rango de generales, los otros dos fueron el aviador naval Gottfried von Banfield (1916) y la criptóloga Hermann Pokorny (1918). La Gran Medalla al Mérito Militar era de bronce dorado, y fue de 38 mm de diámetro, frente a los 32 mm para la Medalla de Plata al Mérito Militar. La corona fue rematada por una guirnalda de hojas de laurel. Los premios de repetición fueron distinguidos por un broche de oro en la cinta, y todos los premios tenían la cinta de Guerra. Si bien las Medallas al Mérito Militar Bronce y Plata fueron reservadas básicamente para austro-húngaros sólo, diez de las 30 Gran Medalla al Mérito Militar, fueron otorgados a los extranjeros (9 generales alemanes y 1 general otomano, Enver Pasha).
Una nueva serie de medallas de Plata y Bronce al Mérito Militar fueron creadas el 18 de abril de 1917, que contó con el busto del emperador Carlos I, que había ascendido al trono austro-húngaro tras la muerte de Francisco José I el 21 de noviembre de 1916. La principal diferencia, además del busto del emperador nuevo en lugar del viejo, era el reemplazo de la corona individual por encima de la medalla por las coronas pares de Austria y Hungría en una cama de hojas de laurel y roble. Asimismo, dadas las condiciones de finales de la guerra, las nuevas medallas eran de menor calidad que las precedentes. El 28 de abril de 1917 se agregó una nueva medalla al Gran Mérito Militar.

## Post-I Guerra Mundial
La Medalla al Mérito Militar quedó obsoleta con la caída de la monarquía austro-húngara en noviembre de 1918. Sin embargo, las condecoraciones previamente concedidas continuaron siendo usados por los veteranos en muchos de los estados sucesores del Imperio. Después del Anschluss en 1938, cuando la Alemania nazi se anexionó la República de Austria, la Medalla al Mérito Militar y otras medallas austro-húngaro se usaban a menudo montadas al estilo alemán y no en trípticos.
En Hungría, que estaba bajo la regencia de Miklós Horthy, muchas condecoraciones imperiales continuaron o revivieron en formas modificadas. Una de ellos fue el Signum Laudis, restablecida en 1922. Los húngaros Signum Laudis sustituyeron a la corona austriaca con la Corona Húngara de San Esteban. En el anverso aparece la cruz doble de Escudo de Hungría y el reverso añade la fecha 1922 por debajo de las palabras SIGNUM LAUDIS. Se introdujeron nuevas cintas también: una cinta verde para los premios civiles y una cinta verde con blanco estrecho (interior) y rayas (exterior) rojas para los premios militares. Una cinta de guerra se autorizó en 1939 que invirtió los colores de la cinta militar de color rojo con blanco estrecho (interior) y las rayas verdes (exterior).

## Condecorados Notables
- Archiduque Eugenio de Austria - Mariscal de campo austro-húngaro.
- Archiduque Federico de Austria - Mariscal de campo austro-húngaro de la Primera Guerra Mundial
- Eugen Beyer - Oficial del ejército austro-húngaro, posteriormente General en los ejércitos austriacos y alemanes.
- Eduard von Böhm-Ermolli - Mariscal de campo austro-húngaro.
- Svetozar Boroević - Mariscal de campo austro-húngaro.
- Franz Graf Conrad von Hötzendorf - Mariscal de campo austríaco y jefe del Estado Mayor del ejército de Austria-Hungría.
- Engelbert Dollfuss - Canciller austriaco y veterano de la Gran Guerra.
- Ferdinand II. Cavallar von Grabensprung - Oficial austro-húngaro, comandante de la Guarnición de Transporte de Budapest.
- Erich von Falkenhayn - General alemán.
- Paul von Hindenburg - Mariscal de campo alemán posteriormente Presidente de Alemania.
- Hermann Kövess von Kövessháza - Último Comandante en jefe del ejército austro-húngaro
- Alexander Löhr - Oficial del ejército austro-húngaro, posteriormente comandante de la Fuerza Aérea Austriaca y General de la Luftwaffe.
- Erich Ludendorff - General alemán.
- Artur Phleps - Oficial del ejército austro-húngaro, posteriormente un Obergruppenführer en la Waffen SS.
- Miklós Horthy - Oficial naval austro-húngaro, posteriormente Regente de Hungría.
- Stefan Sarkotić - General croata en el ejército austro-húngaro.
- Mieczysław Smorawiński - Oficial del ejército austro-húngaro, posteriormente General en el ejército polaco asesinado en la Katyn massacre de 1940.
- Georg Ludwig von Trapp - Oficial naval austro-húngaro cuya familia esta inmortalizada en el musical The Sound of Music (titulada La novicia rebelde en Hispanoamérica y Sonrisas y lágrimas en España).
- Józef Zając - Oficial en las Polish Legions in World War I y posteriormente General del ejército polaco y fuerza área.
- Mustafa Kemal Atatürk - Coronel otomano al inicio de la Primera Guerra Mundial; Posteriormente Mareşal, presidente y fundador de la República de Turquía (2a. Clase con cinta de Guerra 1916)
- Sargento Teveles, personaje ficticio en la novela El buen soldado Švejk.
- dr. Tibor Farkas von Boldogfa - abogado, político, miembro del parlamento húngaro, capitán husár.
- vitéz Sándor Farkas von Boldogfa - coronel húngaro, capitán de la Orden de vitéz en el condado de Zala.